# Quindici anni e incinta
Quindici anni e incinta (Fifteen and Pregnant) è un film televisivo drammatico americano del 1998 con Kirsten Dunst, Park Overall e David Andrews. Basato su una storia vera, il film è stato presentato in anteprima su Lifetime nel 1998.

## Trama
La quattordicenne Tina consuma un rapporto sessuale con il suo nuovo ragazzo, Ray, che in seguito le comunica che intende interrompere la loro relazione in quanto deve concentrarsi sui suoi obiettivi atletici. Quando Tina scopre che il suo ciclo è iniziato, ne è estremamente sollevata. Al suo 15º compleanno, Tina è scoraggiata perché un altro compleanno è passato e non ha un ragazzo.
Tra Tina e sua madre Evie sorgono tensioni quando sono in macchina insieme e ascoltano un programma radiofonico in cui il commentatore fa commenti sull'alto numero di adolescenti che rimangono incinte. Evie chiede a sua figlia se conosce qualcuno che ha avuto rapporti sessuali o se li ha avuti essa stessa; Tina risponde in modo evasivo. Accompagnata dalla sua amica Laurie, una giovane madre rimasta incinta a diciassette anni, si reca in una clinica per la salute riproduttiva dove viene confermato che Tina sta aspettando un bambino.
Si ha una svolta quando Laurie esorta Tina a rivelare della gravidanza a sua madre. Questa, una cristiana conservatrice, è scioccata ma grazie alle sue convinzioni decide di aiutare sua figlia. Suo padre Cal è meno turbato e conforta sua figlia. Quando Tina lo dice a Ray, questi finge di essere felice. Tina inizia ad andare a "lezioni di parto" con sua madre; dopo aver sentito il racconto di una ragazza su quanto sia difficile essere una madre adolescente e su come il suo ragazzo si sia preso gioco di lei, Tina chiama Ray e gli grida contro perché pensa che non sarà un buon padre, a differenza di quanto ha promesso. Cerca di passare più tempo possibile assieme a lui, ma diventa sempre più sospettosa perché le sembra che egli abbia la mente assente. In un centro commerciale scorge Ray che bacia un'altra ragazza, dicendo insolenze su di lei. Ne rimane sconvolta e gli dice che la loro storia è finita.
Durante l'impegnativa gravidanza, Rachel, la sorella minore di Tina, reagisce con disgusto e gelosia alle attenzioni che Tina riceve dai suoi preoccupati genitori. Persino quando Rachel si rompe una caviglia, Tina riceve maggiori attenzioni. Esasperata, Rachel chiede a sua nonna il permesso di stare con lei. Alla fine della gestazione, Tina è portata urgentemente in ospedale ed è sul punto di partorire, quando Evie ha un attacco di panico per il fatto che sua figlia sta per dare alla luce un bambino. Mentre Tina è in travaglio, Ray si palesa all'ospedale con la sua nuova ragazza e viene cacciato in malo modo da Cal, che si rifiuta di lasciarlo entrare in sala parte e di fargli vedere il neonato. Tina finalmente partorisce un maschio, al quale dà il nome di Caleb. Fuori dall'ospedale incontra sua sorella minore e sua nonna e la famiglia è così riunita.